# Ahimsa
Ahimsa (sanskrit: अहिंसा IAST: ahiṃsā, vilket betyder "icke-våld" eller "att inte skada") är en moralisk princip inom hinduism, buddhism och jainism som innebär att man inte bör skada eller döda andra levande varelser. Principen hör samman med idén om skapande av negativ karma genom våldshandlingar. Det har dock varit en mycket omdiskuterad fråga inom dessa tre religiösa strömningar i vilken utsträckning denna princip egentligen bör bejakas och tillämpas, och därmed vilka livsformer som berörs och på vilket sätt. Principen spred sig i Indien kring 600 f.Kr. och föranledde många människor att övergå till vegetarianism.
Vissa uttolkningar av ahimsa-begreppet gör gällande att det inte enbart handlar om att avstå från rent fysiskt våld mot till exempel andra människor, utan att det därutöver handlar om att man också bör kultivera ett sinnelag som vägrar befatta sig med exempelvis illvilliga och hatiska tankar (och känslor) riktade mot andra personer. Detta samtidigt som man avstår från att tala illa om andra människor, eftersom man då begår ”verbalt våld” genom att de ord man använder ger uttryck för negativa tankar och känslor. I samband med denna mer psykologiska tolkning förekommer det också i vissa kretsar att man propagerar för att en människa rent allmänt bör leva sitt liv ”så bra som möjligt”; vara god och ärlig genom att exempelvis inte ljuga eller utnyttja andra människor, vara kärleksfull etcetera. Vissa menar att ”där det finns kärlek, finns det ahimsa”.

## Gandhi
Den person som är mest förknippad med begreppet ahimsa är förmodligen Mahatma Gandhi. Gandhi förknippade ahimsa starkt med idén om karma; han menade att den som brukar våld, genererar dålig karma för sig själv. I mänskliga konfliktsituationer ansåg Gandhi att den moraliska vinnaren är den part som inte använder våld. Och eftersom samtliga levande varelser enligt Gandhi har rätt till ett fullt liv, ska man helst varken döda eller skada dem. Han betraktade icke-våld som en form av kärlek till medmänniskan; konsekvensen av detta blev att man även skulle göra gott gentemot de människor som begått onda handlingar. 
Ahimsa i form av organiserat icke-våldsmotstånd ingick också som en hörnpelare i Gandhis politiska metod. Han omtolkade det traditionella indiska ahimsa-begreppet och gjorde det till ett politiskt maktmedel. Som politisk metod kallade han icke-våld för satyagraha, vars innebörd är ”att hålla fast vid sanningen” (vilket i det här fallet syftar på Gud). I och med Gandhis livsgärning fick icke-våld möjligen en mer central plats i ”hinduisk identitet” än tidigare. Men ahimsa var viktigt även före Gandhi, inte minst då kopplat till kritik mot djuroffer.
Även vägen till frälsning var enligt Gandhi ahimsa; han tolkade nämligen icke-våld som en frälsningsväg i sig själv, det vill säga det faktiska medlet för att förverkliga Gud. Därmed gick han längre än hinduismens och jainismens yogatraditioner, i vilka icke-våld stannar vid att vara ett fundamentalt värde och en aspekt av vägen till frälsning.